# Brooke Hogan
Brooke Ellen Bollea, född 5 maj 1988 i Tampa, mer känd som Brooke Hogan, är en amerikansk sångare, modell och TV-personlighet, och dotter till brottaren Hulk Hogan. Hon är bland annat känd från TV-serien Hogan Knows Best där man fick följa familjen Hogans liv. När Hogan Knows Best lades ned, kom en ny realityserie som hette Brooke Knows Best, där man endast fokuserade på Brooke. År 2006 släppte hon sitt debutalbum Undiscovered. 2009 släppte hon sitt andra album The Redemption. Hon har även medverkat i filmer som Sand Sharks och 2 Headed Shark Attack.